# Claudio Bortolotto
Claudio Bortolotto (né le 19 mars 1952 à Orsago) est un coureur cycliste italien. Professionnel de 1975 à 1984, il a notamment remporté le classement de la montagne du Tour d'Italie à trois reprises (1979, 1980, 1981), ainsi que le Grand Prix du Midi libre en 1978.

## Palmarès

### Palmarès année par année
- 1973
  - 2e de la Semaine cycliste bergamasque
- 1975
  - Prologue du Critérium du Dauphiné libéré (contre-la-montre par équipes)
- 1977
  - Grand Prix de l'industrie et du commerce de Prato
  - 11e étape du Tour d'Italie
  - 8e du Tour d'Italie
- 1978
  - Grand Prix du Midi libre :
    - Classement général
    - 1re étape

  - 8e du Tour d'Italie
- 1979
  - Tour d'Italie :  
    -  Classement de la montagne
    - 4e étape

  - 3e du championnat d'Italie sur route
- 1980
  -  Classement de la montagne du Tour d'Italie
  - 2e du Tour de la province de Reggio de Calabre
  - 2e du Tour de l'Etna
  - 10e de Tirreno-Adriatico
- 1981
  - Coppa Sabatini
  -  Classement de la montagne du Tour d'Italie
  - 3e du Tour de la province de Reggio de Calabre
  - 9e de Tirreno-Adriatico
  - 9e du Tour d'Italie
- 1982
  - 3e étape du Tour d'Allemagne
  - 6e de Milan-San Remo

### Résultats sur les grands tours

#### Tour d'Italie
10 participations 
- 1974 : 35e
- 1976 : 22e
- 1977 : 8e, vainqueur de 11e étape
- 1978 : 8e
- 1979 : 15e, vainqueur du  classement de la montagne et de la 4e étape
- 1980 : 25e,  vainqueur du classement de la montagne
- 1981 : 9e,  vainqueur du classement de la montagne
- 1982 : non-partant (21e étape)
- 1983 : 34e
- 1984 : 38e

#### Tour d'Espagne
3 participations
- 1980 : non-partant (17e étape)
- 1983 : 14e
- 1984 : abandon (13e étape)